# Kwielice
Kwielice – wieś w Polsce położona u podnóża Wzgórz Dalkowskich, w województwie dolnośląskim, w powiecie polkowickim, w gminie Grębocice. Wieś leży ok. 9 km na południe od Głogowa.

## Podział administracyjny
W latach 1975–1998 miejscowość administracyjnie należała do województwa legnickiego.

## Środowisko naturalne
Wieś znajduje się w obrębie mikroregionu Grzbiet Dalkowski, wchodzącego w skład mezoregionu Wzgórza Dalkowskie.

## Historia
Wieś została założona prawdopodobnie w XII wieku na prawie niemieckim. Pierwsza wzmianka o Kwielicach pochodzi z 13 grudnia 1253, z dokumentu księcia Konrada I. Następna pojawiła się 44 lata później (1297 r.) w rejestrach kościelnych i dotyczyła parafii kwielickiej.
W średniowieczu często wybuchała w Kwielicach epidemia czarnej ospy. Osada ucierpiała też w wyniku ośmiomiesięcznej suszy w roku 1473. W późniejszych latach osada była też często grabiona przez zbrojne bandy i wojska stacjonujące często w okolicy.
W roku 1926 w miejscowości osiedliły się pierwsze jadwiżanki: Aleksja Haase, Klementyna Sieg i Anastazja Skrzypek. W swym domu zwanym Domem św. Józefa urządziły kaplicę zakonną pod wezwaniem św. Jadwigi od Niepokalanej Dziewicy.
W początkach roku 1945, w obliczu ofensywy wojsk radzieckich, ludność niemiecka zamieszkująca wieś z rozkazu Wehrmachtu została wysiedlona. W czerwcu do Kwielic dotarli polscy osadnicy z okolic powiatu konińskiego.
Po II wojnie światowej w osadzie powstała pierwsza w gminie Grębocice szkoła podstawowa, a niedługo potem Ochotnicza Straż Pożarna.

## Zabytki
Do wojewódzkiego rejestru zabytków wpisany jest:
- zespół kościoła parafialny pw. św. Michała Archanioła, z XIV-XX w.:
  - Kościół św. Michała
  - cmentarz
  - kostnica z bramką
  - plebania

## Galeria

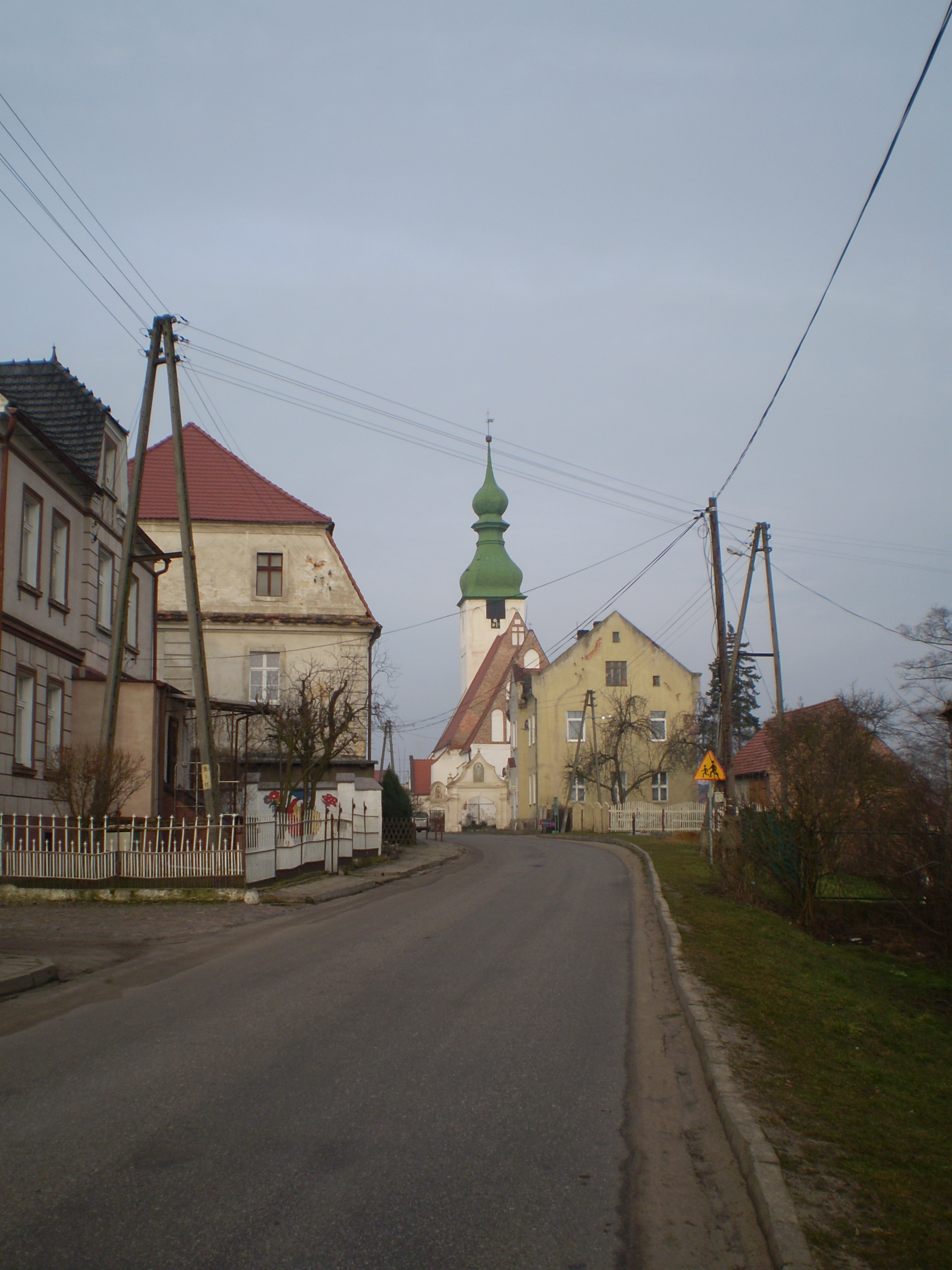
Widok na budynek parafii i kościół św. Michała Archanioła
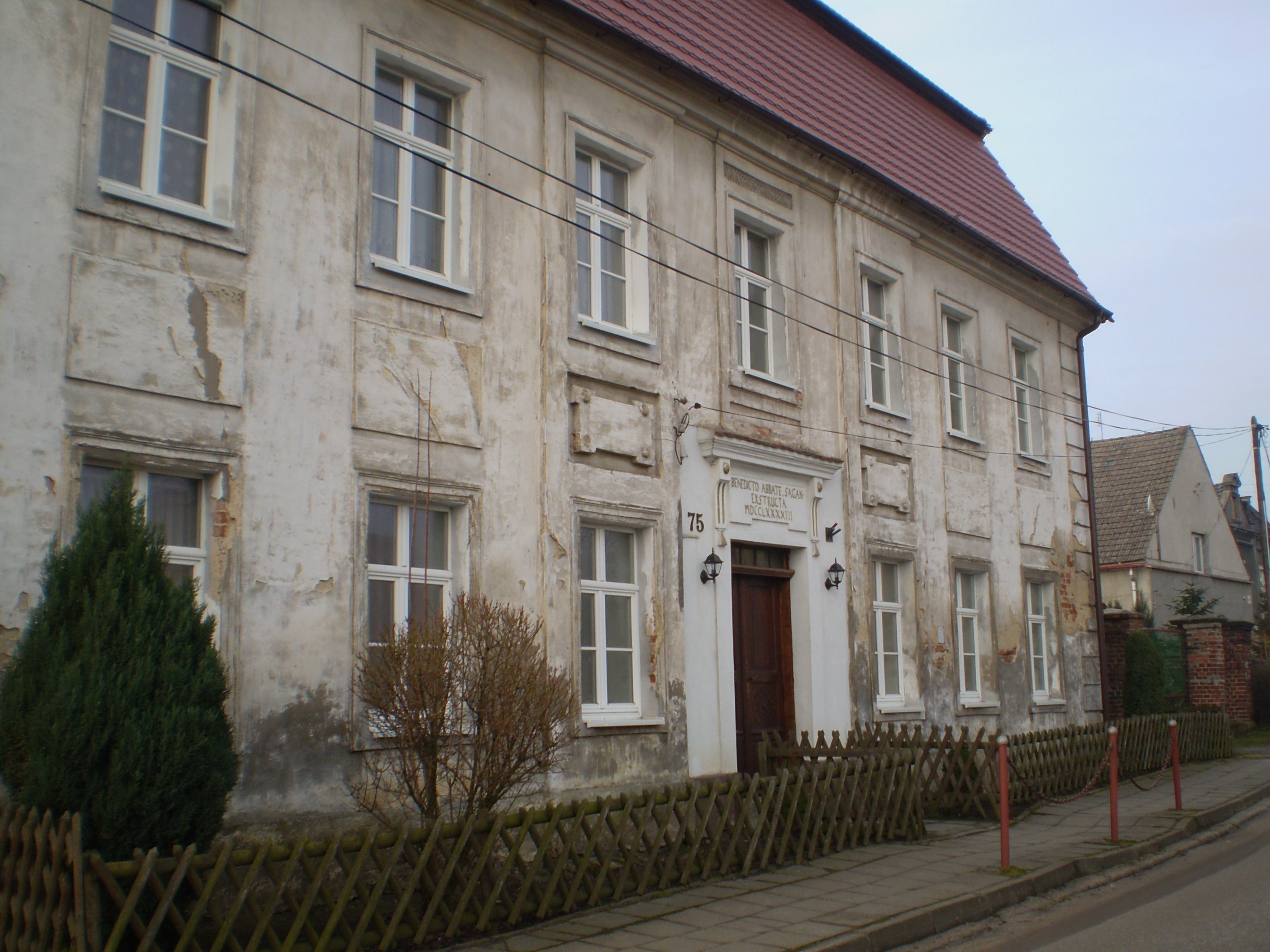
Budynek parafii kwielickiej
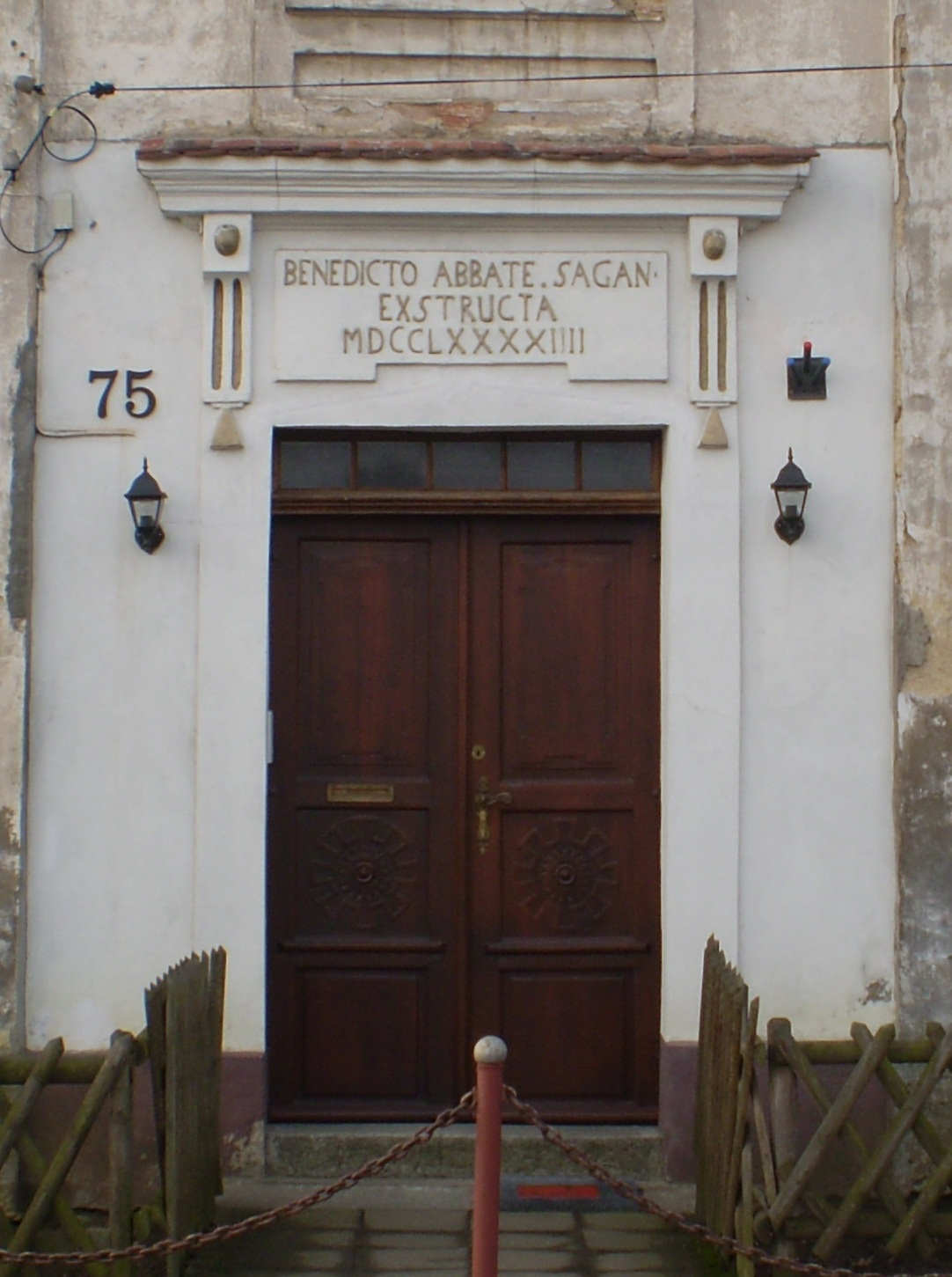
Drzwi wejściowe do kościoła
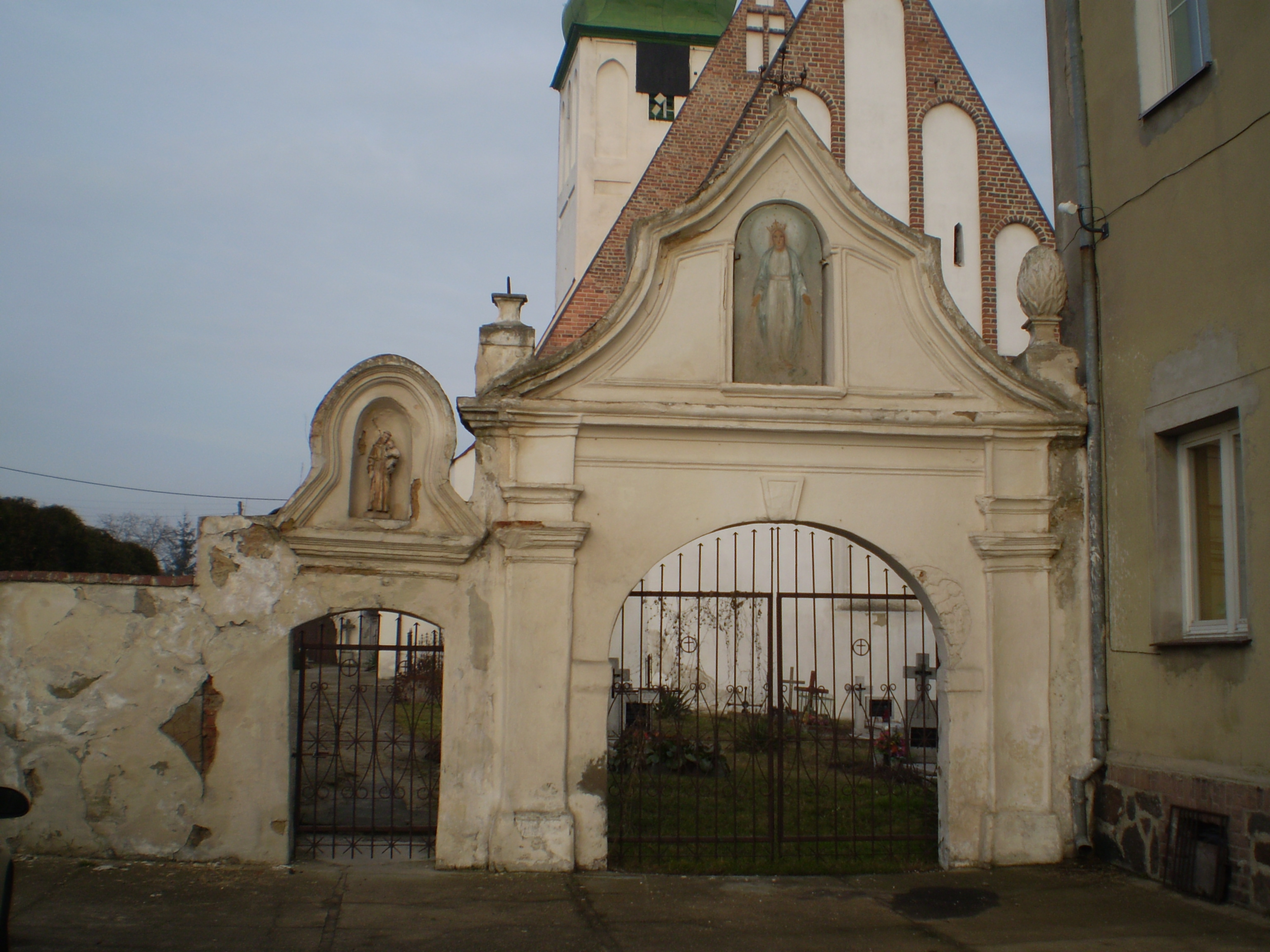
Barokowa XVIII-wieczna brama kościelna
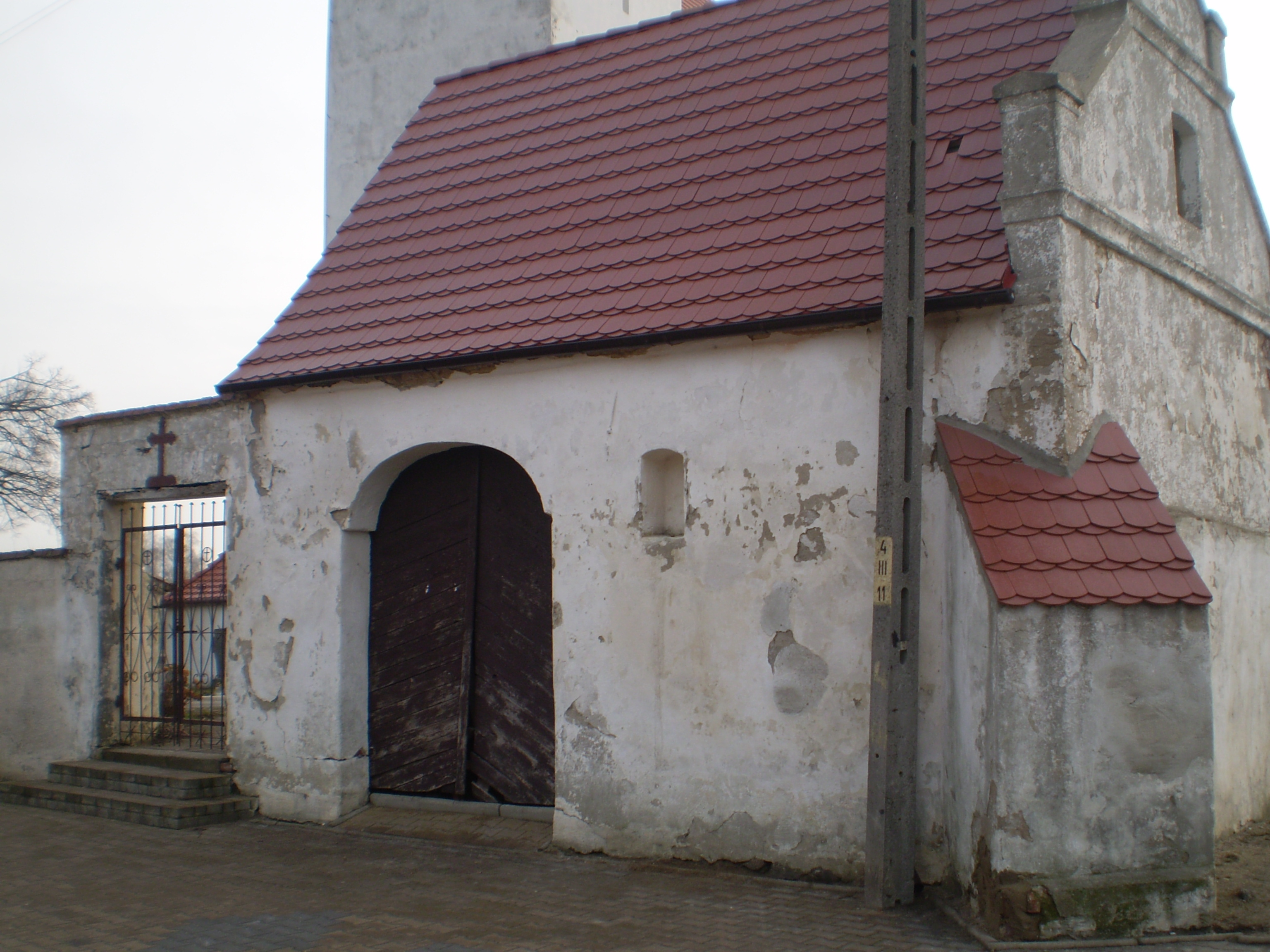
XVIII-wieczna kostnica
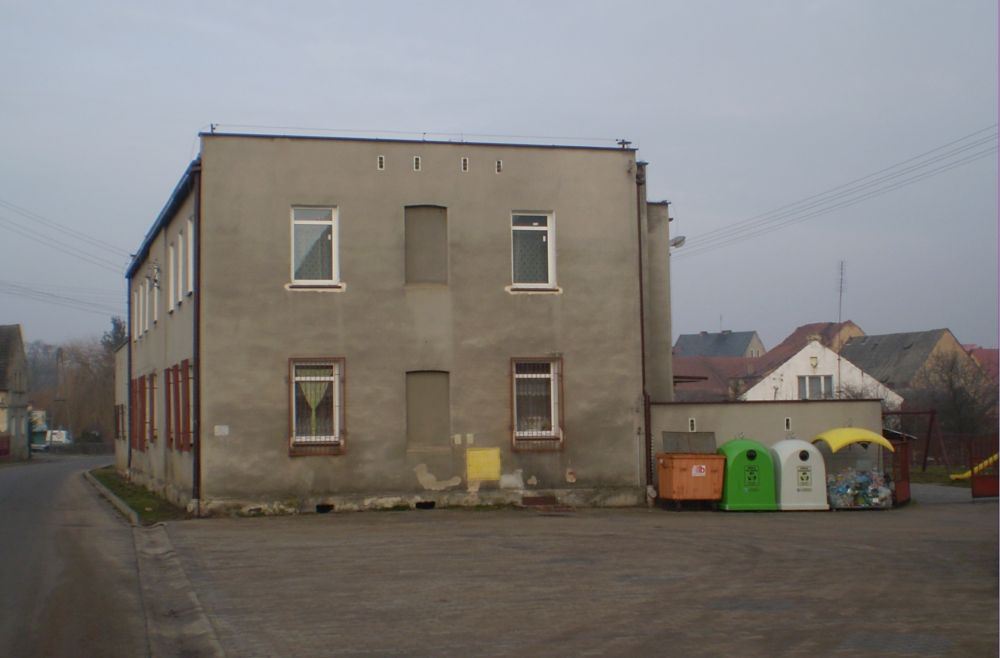
Budynek Ochotniczej Straży Pożarnej i przedszkola
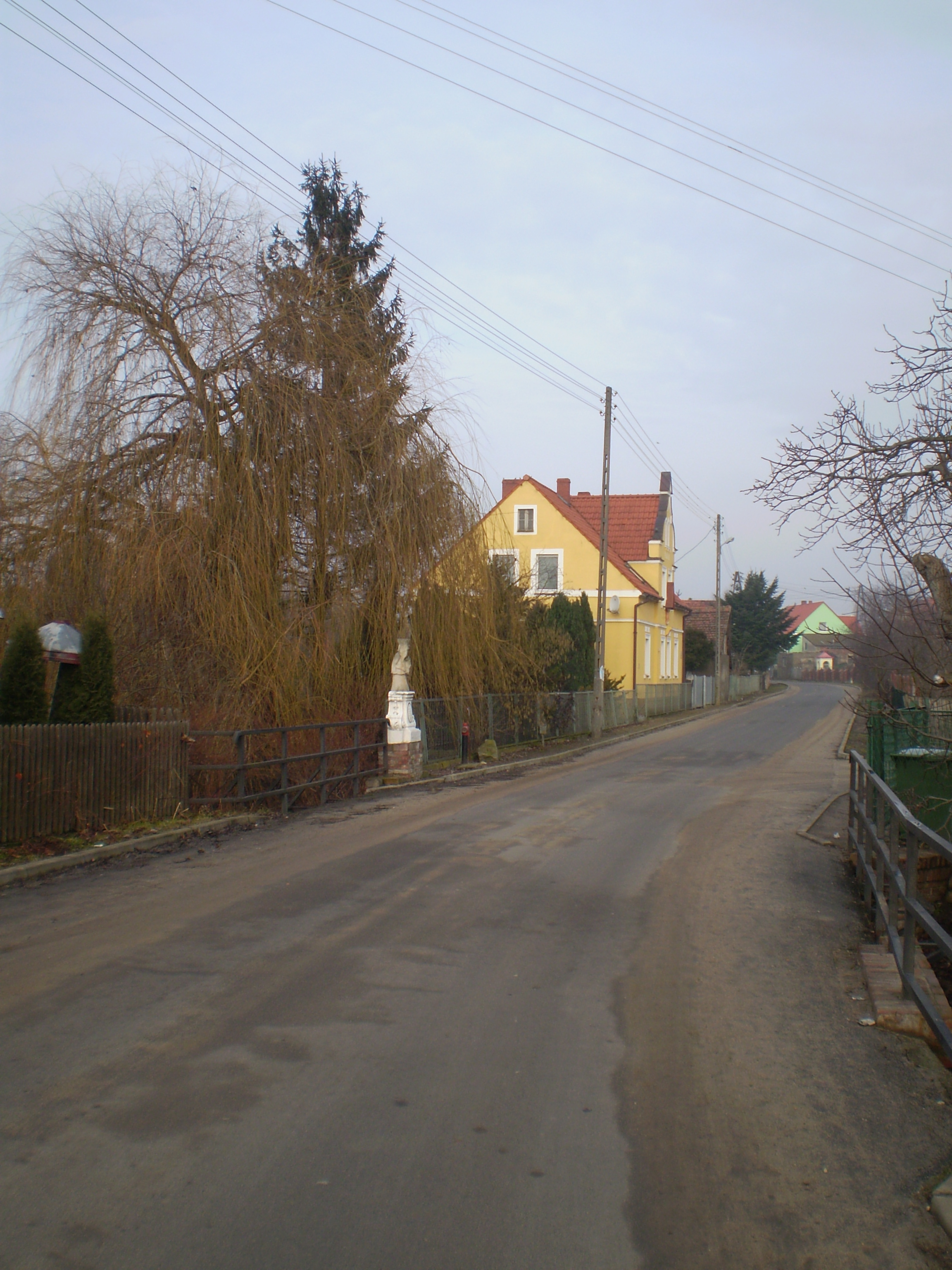
Widok na rzeźbę św. Jana Nepomucena i Dom św. Józefa
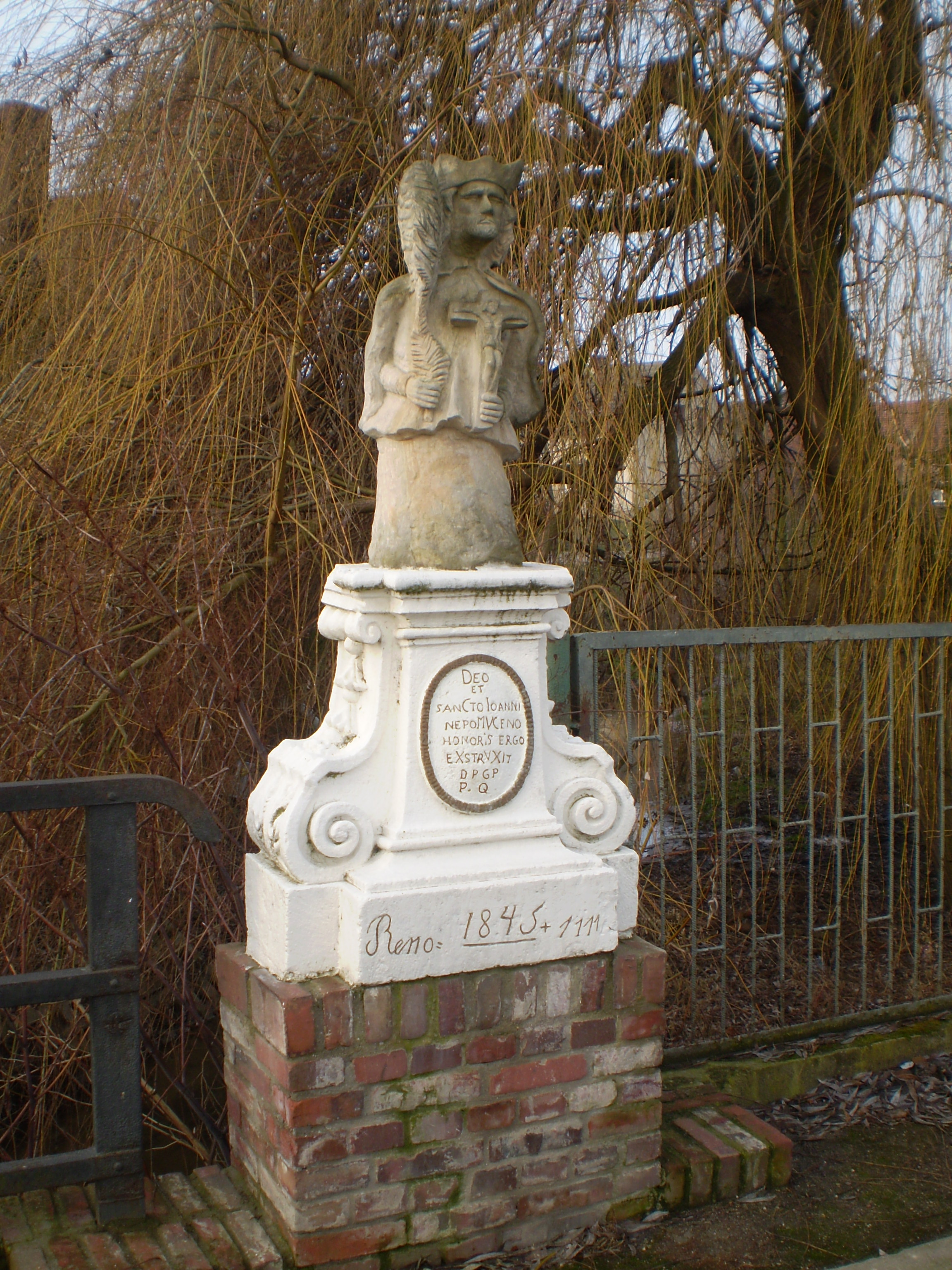
Figura św. Jana Nepomucena
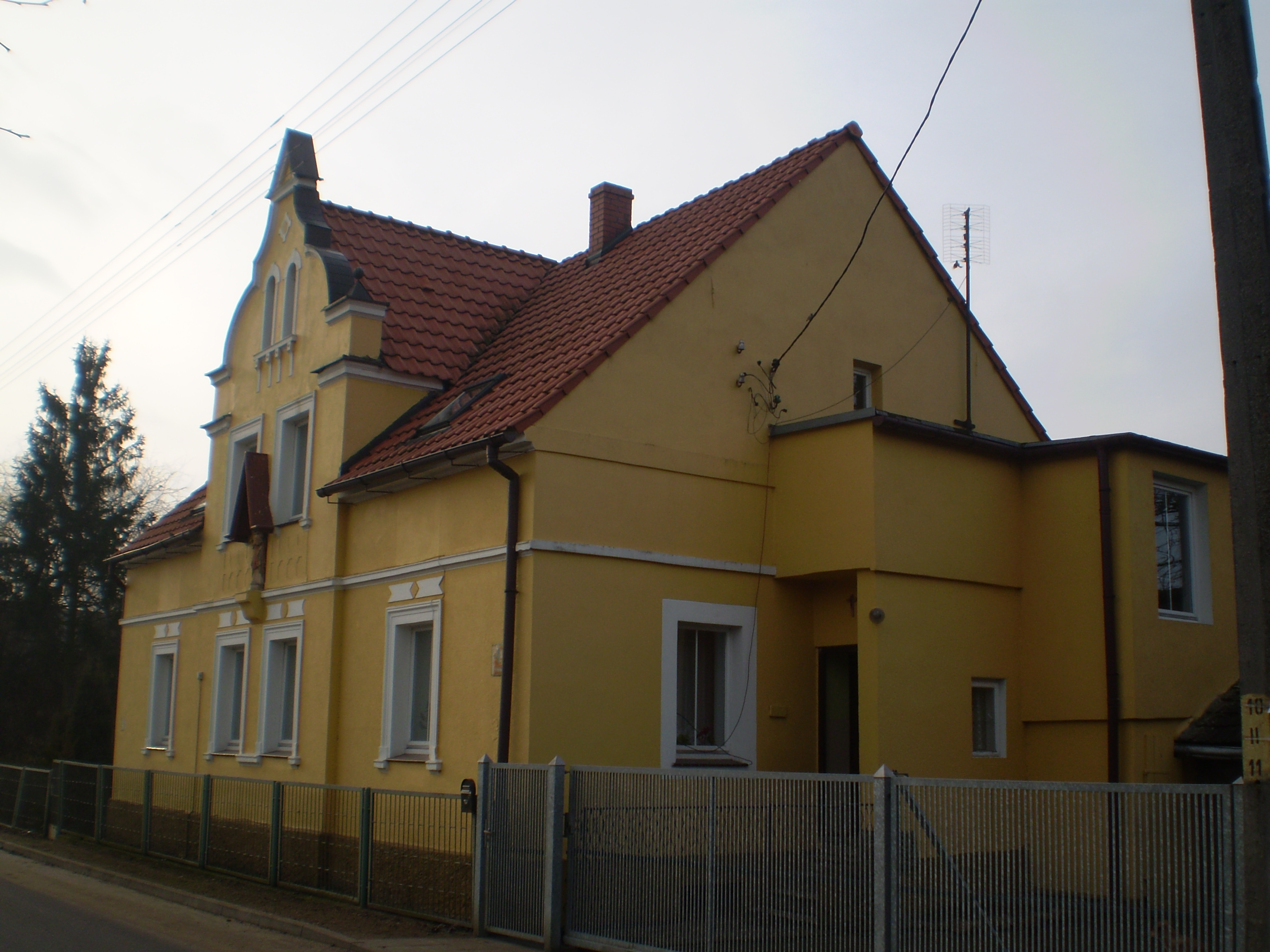
Dom św. Józefa, siedziba Jadwiżanek
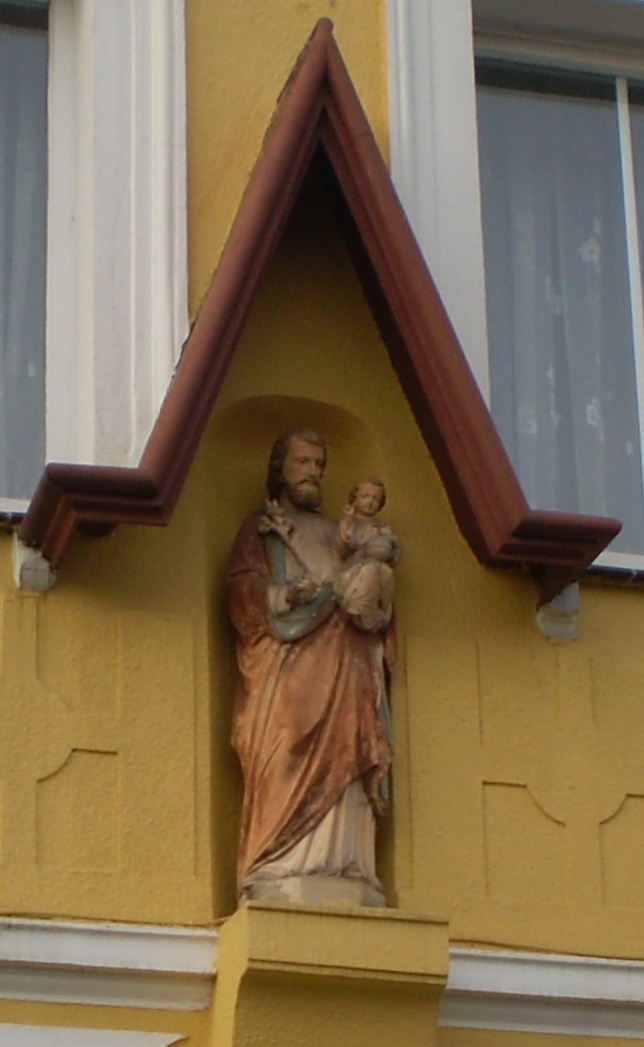
Figura św. Józefa na Domu św. Józefa
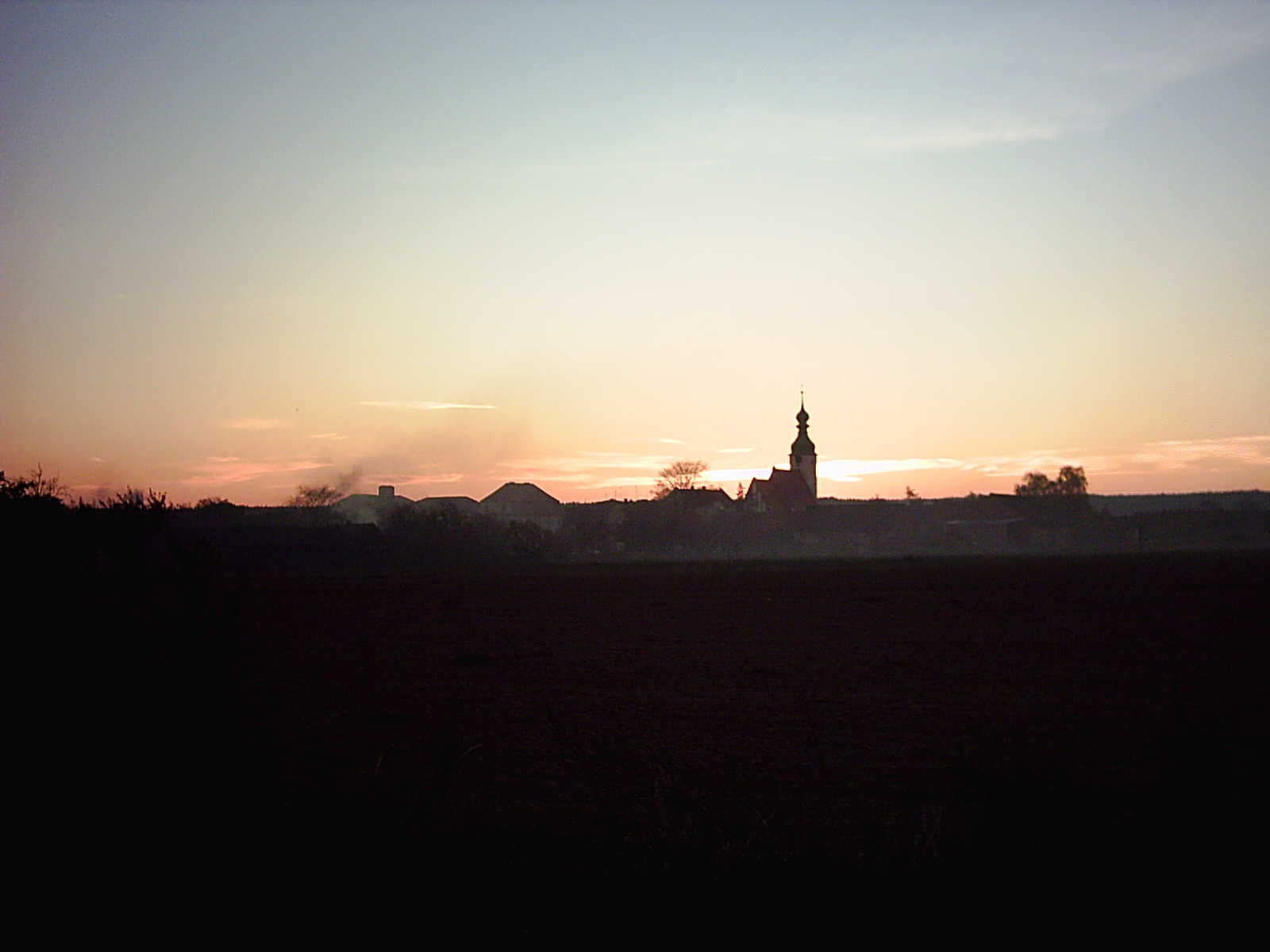
Widok na Kwielice od strony Ogorzelca